# Almuti
Abu Alcácime Alfadle ibne Almoctadir (em árabe: أبو القاسم الفضل بن المقتدر; romaniz.: Abū ʾl-Qāsim al-Faḍl ibn al-Muqtadir; 913/14 – setembro/outubro de 974), mais conhecido pelo nome de reinado de Almuti Lilá (em árabe: المطيع لله; romaniz.: al-Mutīʿ li-ʾllāh; lit. "Obediente a Deus"), foi o califa do Califado Abássida em Baguedade de 946 a 974, governando sob a tutela dos emires buídas. O reinado de Almuti representou o nadir do poder e autoridade do Califado Abássida. Durante as décadas anteriores, a autoridade secular dos califas encolheu para o Iraque, e mesmo lá foi reduzida por poderosos senhores da guerra; agora foi abolido inteiramente pelos buídas. Almuti foi elevado ao trono e foi efetivamente reduzido a um títere, embora com alguns vestígios de autoridade sobre nomeações judiciais e religiosas no Iraque. No entanto, o próprio fato de sua subordinação e impotência ajudou a restaurar alguma estabilidade à instituição do califa: em forte contraste com seus predecessores de curta duração e violentamente depostos, Almuti desfrutou de um mandato longo e relativamente incontestável, e foi capaz de entregar o trono para seu filho Altai.
O prestígio de Almuti como líder nominal do mundo muçulmano declinou rapidamente durante seu mandato. Os rivais regionais dos buídas atrasaram o reconhecimento do califado de Almuti, vendo nele apenas um fantoche buída, enquanto sua incapacidade de responder efetivamente aos avanços bizantinos manchou sua reputação. Mais importante, a ascensão dos regimes xiitas em todo o Oriente Médio desafiou diretamente a predominância sunita e abássida. Os próprios buídas eram xiitas, e sua manutenção do Califado Abássida foi puramente por conveniência. Mais a oeste, o Califado Fatímida em expansão representou um desafio direto aos abássidas e, durante o reinado de Almuti, conquistou o Egito e começou a se expandir para o Levante, ameaçando a própria Baguedade.

## Vida

### Primeiros anos

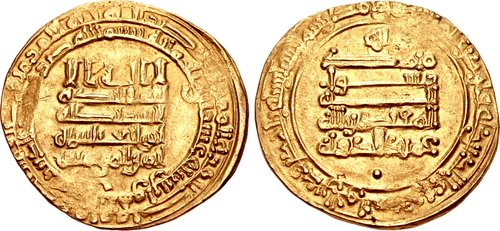
Dinar de Almoctadir r.

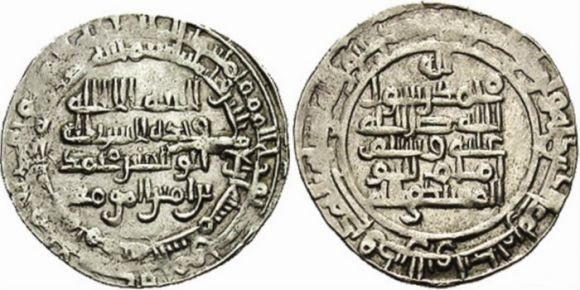
Dirrã de Almostacfi r.

O futuro Almuti nasceu em 913/14 como Alfadle, filho do califa Almoctadir (r. 908–932) e uma concubina eslava, Maxala. Era irmão dos califas Arradi (r. 934–940) e Almutaqui (r. 940–944). Durante os reinados de Arradi e Almutaqui, os califas perderam o poder para uma série de homens fortes militares, que com o título de emir de emires (comandante-em-chefe, lit. 'emir-chefe') controlavam os abássidas. O próprio Almutaqui havia sido elevado ao trono pelo emir de emires Bajecã, mas tentou seduzir os vários senhores da guerra regionais - principalmente os hamadânidas de Moçul - para recuperar a independência e a autoridade de seu cargo. Essas tentativas terminaram em fracasso, e sua deposição e cegueira pelo emir de emires Tuzum em setembro de 944.
Como chefe dos filhos restantes de Almoctadir e irmão dos dois califas anteriores, Alfadle era um candidato óbvio ao trono. Tuzum, no entanto, escolheu Almostacfi (r. 944–946), filho do califa Almoctafi (r. 902–908), em vez disso. Diz-se que Almostacfi e Alfadle já se odiavam durante sua estadia no Palácio Taírida como jovens príncipes. Não só eram membros de duas linhas de sucessão rivais, mas suas personalidades eram diametralmente opostos: enquanto Alfadle, como seu pai, era famoso por sua piedade, Almostacfi ofendia a opinião piedosa por sua associação com a milícia aiarum - extraída das classes urbanas mais pobres, eram frequentemente criticados como encrenqueiros e suspeitos de sua associação com grupos heterodoxos e sectários como os sufis — e sua participação em jogos 'vulgares'. Uma vez que Almostacfi foi entronizado, enviou seus agentes para capturar Almuti, mas este já havia se escondido, e o califa teve que se contentar em demolir sua casa. Esse ato fútil só serviu para marcar Alfadle como um rival sério; ao saber disso, o vizir veterano, Ali ibne Issa Aljarrá, teria dito que "hoje ele [Alfadle] foi reconhecido como herdeiro do trono".

### Califado

#### Ascensão ao trono

Oriente Médio em cerca de 970, com os domínios buídas sinalizados no centro

Em dezembro de 945, as tropas dailamitas do governante buída Muize Daulá (r. 945–967) tomaram Baguedade. Muize Daulá tornou-se o 'protetor' de fato do califa, embora o título de emir de emires aparentemente tenha passado para seu irmão mais velho, Imade Daulá, que era considerado o principal emir buída.[a] Em 29 de janeiro de 946 (ou 9 de março, de acordo com outros relatos), Almostacfi foi deposto, e no mesmo dia, Muize Daulá elevou Alfadle ao califado, com o nome real de Almuti Lilá (lit. 'Obediente a Deus'). O súbito reaparecimento de Almuti, e sua ascensão ao trono, foi aparentemente uma surpresa aos contemporâneos, e levou a histórias de que ele já havia conspirado com os buídas desde a ascensão de Almoctafi. O deposto Almostacfi foi cegado, aparentemente como um ato de vingança iniciado por Almuti, e passou o resto de sua vida como prisioneiro no palácio califal, onde morreu em setembro de 949.
Fontes medievais tendiam a justificar essa mudança por motivos religiosos. Os buídas e seus seguidores eram simpatizantes xiitas, e dois cronistas posteriores, Maomé ibne Abedal Maleque Alhamadani (falecido em 1127) e ibne Alatir (falecido em 1233), relatam que Muize Daulá brincou com a ideia de depor os abássidas e instalar um álida no trono de Baguedade, apenas para ser dissuadido por seu secretário, Abu Jafar Açaimari, que apontou que num confronto entre ele e um califa xiita, os soldados dailamitas provavelmente ficariam do lado dos últimos. Esta é claramente uma interpolação anacrônica posterior,[b] e o historiador John Donohue nega qualquer motivação religiosa no depoimento de Almostacfi. Outros cronistas fornecem vários motivos, como as intrigas do califa com os hamadânidas, ou Alfadle emergindo de seu esconderijo e incitando o governante buída contra seu primo, mas o principal motivo provavelmente era simplesmente que Muize Daulá desejava ter um califa que estava sob seu controle total sem fontes externas de apoio.

#### Relação com os buídas
"[Os buídas] não pretendiam derrubar a ordem estabelecida, mas encontrar um lugar nela e, como muitos dos líderes germânicos que assumiram o poder no Império Romano no século V, estavam mais preocupados em manter o status quo e obter legitimidade dele do que destruí-lo".

Historiador Hugh Kennedy sobre a retenção do Califado Abássida pelos buídas
Almuti era uma figura fraca, para todos os efeitos, um governante fantoche do governante buída do Iraque, primeiro Muize Adaulá e depois seu filho, Ize Adaulá (r. 967–978). Como resultado de sua falta de poder real, o próprio Almuti mal aparece nas crônicas de seu reinado, e os historiadores medievais geralmente consideram seu mandato como o ponto mais baixo do Califado Abássida, uma opinião compartilhada por estudiosos modernos também. Em teoria, os buídas e todos os seus oficiais no Iraque continuaram a agir em nome do califa, e todas as nomeações e atos legais continuaram a ser feitos em seu nome. Na prática, Almuti foi privado de qualquer autoridade significativa. Em troca de poder levar uma vida confortável e segura nos vastos palácios califais, serviu para dar legitimidade ao novo regime buída aos olhos do mundo muçulmano. As opções de abolir o califado ou instalar um álida como califa foram rapidamente rejeitadas, se alguma vez fossem seriamente cogitadas: tal ato causaria ampla oposição, outro califado sunita poderia facilmente ser estabelecido em outro lugar, mas um califa dócil sob o controle buída ajudaria a manter a obediência da maioria sunita ao novo regime, bem como emprestar seu peso simbólico aos buídas em suas relações com os demais príncipes muçulmanos. Além disso, havia uma falta de candidatos álidas adequados: o último imame xiita duodecimano, que representava a principal vertente de seguidores xiitas nos domínios buídas, foi considerado oculto setenta anos antes, e a doutrina zaidita sustentou que os imames deveriam tomar o poder se quisessem ser legítimos.
Os buídas rapidamente se integraram ao sistema abássida tradicional e buscaram avidamente a legitimidade conferida pelo califa, na forma de títulos honoríficos e diplomas de governo, ou em sua assinatura em tratados. Ao mesmo tempo, Almuti foi efetivamente reduzido a um funcionário público assalariado, e sua responsabilidade foi reduzida à supervisão do judiciário, das instituições religiosas e dos assuntos dos membros do clã abássida mais amplo. O secretário-chefe do califa não era mais denominado 'vizir', mas apenas 'secretário' (cátibe), e seu papel se limitava à administração do divã alquilafa (diuan al-ḫilafa), um departamento que gerenciava as propriedades do califa, a atribuição formal de títulos e cargos e certificados em nome do califa, e a nomeação de juízes e jurados. Na realidade, as nomeações judiciais também estavam sob a alçada do emir buída, mas pelo menos aos mais antigos, como o chefe cádi de Baguedade, esperava-se que o califa fornecesse seu consentimento, o manto de honra e o diploma necessário. Com uma exceção conhecida, Almuti geralmente cumpria as nomeações do emir.
Os buídas vigiavam de perto o califa, especialmente durante seus conflitos periódicos com os hamadânidas, para que não tentasse desertar para eles, como Almutaqui havia feito. Durante as batalhas do verão de 946, quando os hamadânidas ocuparam brevemente o leste de Baguedade, foi mantido em prisão domiciliar numa igreja no oeste da cidade e não foi libertado até que fizesse um juramento de lealdade aos buídas. Sempre que Muize Adaulá fazia campanha contra os rebeldes ao sul de Baguedade, Almuti era forçado a acompanhar o governante buída, para que não desertasse ao norte, para os hamadânidas. Por outro lado, quando o emir buída fez campanha contra os hamadânidas no norte, Almuti foi deixado para trás em Baguedade. Em 948/49, Ispaduste, cunhado de Muize Adaulá, foi preso sob suspeita de conspirar com Almuti (ou com um álida não identificado).
Ao assumir o poder, Muize Adaulá distribuiu os antigos domínios da coroa califal à manutenção do exército, e Almuti teve que se contentar com um salário diário de 2 mil dirrãs de prata. Quando Baçorá foi recuperado da família barídida logo depois, recebeu extensas posses lá, aumentando sua renda para 200 mil dinares de ouro por ano. Embora o declínio geral do Iraque posteriormente tenha reduzido sua renda em três quartos de seu valor original, isso permitiu ao califa apoiar financeiramente os membros do clã abássida necessitados e fazer ricas doações à Caaba. A renda também foi suficiente à construção de uma série de pavilhões no terreno do palácio califal: o Palácio do Pavão (Dar Atauauis), a Casa Octogonal (Dar Almutamana) e a Casa Quadrada (Dar Almurabaa).
As relações conturbadas entre o califa e os buídas gradualmente assumiram caráter mais regular e tranquilo: os buídas pelo menos formalmente respeitavam as responsabilidades remanescentes do califa, e Almuti aparentemente aceitou seu papel subserviente, recuperou alguma liberdade de ação e manteve relações cordiais com Muize Adaulá. Em 955/56, Muize Adaulá até nomeou seu filho de 13 anos, o futuro Ize Adaulá, como camareiro do califa. A exceção mais notável ao bom relacionamento entre o califa e o emir de emires foi a tentativa deste último de alugar a nomeação do cádi chefe de Baguedade para Abedalá ibne Abi Axauaribe por 200 mil dirrãs por ano entre 961 e 963. Isso foi contestado por estudiosos sunitas e xiitas como ilegal, e Almuti recusou-se a assinar as nomeações feitas por Muize Adaulá durante este período. Esta é também quase a única referência nas fontes à atividade de Almuti na esfera religiosa ou judicial; caso contrário, seu reinado é ignorado em silêncio.

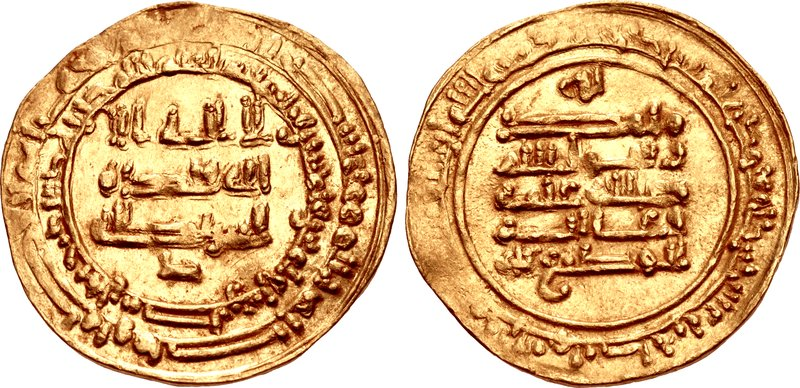
Dinar de ouro do iquíxida Abul Misque Cafur r. cunhado em 966 em Ramla, Palestina, em nome de Almuti

Um corolário positivo dessa subserviência foi a estabilidade. Embora de disposição doentia, Almuti reinou como califa por 29 anos islâmicos e quatro meses, em total contraste com seus predecessores de vida curta, e ao contrário deles teve que enfrentar notavelmente poucos pretendentes rivais ao califado. Um neto de Almoctafi rebelou-se na Armênia em 960 e reivindicou o califado como Almostajir Bilá antes de ser derrotado pelos governantes saláridas locais. Em 968, Alboácem Maomé, filho de Almostacfi, que havia fugido à corte de iquídixa no Egito, ganhou apoio considerável no Iraque ao esconder sua identidade e se passar por Mádi (o messias islâmico). O principal convertido à sua causa foi um comandante buída, o turco Sabuqueteguim Alajami, que lhe deu proteção e estava se preparando para montar um golpe em seu nome, antes que sua identidade fosse descoberta e ele fosse entregue a Almuti. O califa não o puniu severamente, além de ordenar que seu narIze fosse cortado, desqualificando-o assim da sucessão; a sucessão califal doravante permaneceu firmemente com a linhagem de Almoctadir.

#### Enfrentando a ameaça xiita e bizantina
A Guerra Sagrada me caberia se o mundo estivesse em minhas mãos, e se eu tivesse a gestão do dinheiro e das tropas. Como as coisas são, quando tudo o que tenho é uma ninharia, insuficiente para minhas necessidades, e o mundo está em suas mãos e nas mãos dos governantes provinciais, nem a Guerra Sagrada, nem a Peregrinação, nem qualquer outro assunto que exige a atenção do Soberano é uma preocupação minha. Tudo o que podes reivindicar de mim é o nome que é pronunciado no cutba de teus púlpitos como meio de pacificar teus súditos; e se tu quiseres que eu renuncie a esse privilégio também, estou disposto a fazê-lo e deixar tudo para ti.

resposta de Almuti à demanda de Ize Adaulá para financiar a jiade contra os bizantinos
Fora dos domínios buídas, por outro lado, a autoridade do califa abássida sobre o mundo muçulmano em geral declinou. Até a conclusão de uma paz com os buídas em 955, os samânidas do Coração se recusaram a reconhecer seu califado, e, no oeste, o Califado Fatímida ismaelita xiita rival estava se tornando cada vez mais poderoso, conquistando do Egito em 969 e começando sua expansão no Levante. Mesmo em Baguedade, as simpatias pró-xiitas dos buídas significavam que a influência xiita, embora numericamente pequena, estava crescendo. Práticas xiitas foram introduzidas na cidade, como a condenação ritual do califa omíada Moáuia I, ou a celebração do festival Gadir Cum, atestada desde 963. Álidas assumiram a liderança das caravanas anuais do Haje e confrontos de rua entre guerrilheiros sunitas e xiitas são registrados em vários anos durante esse período.
Ao mesmo tempo, Almuti desempenhou papel de liderança como mediador na formação de uma coalizão antifatímida que incluía os carmatas sob Haçane Alaçame e o governante hamadânida de Moçul, Abu Taglibe, com o apoio dos buídas. Essa coalizão conseguiu impedir a expansão fatímida no Levante até 973/74. No processo, os carmatas reconheceram a suserania de Almuti no cutba (sermão de sexta-feira) e suas moedas, e denunciaram os fatímidas como impostores. Em 951, quando os carmatas devolveram a Pedra Negra à Caaba em Meca, de onde haviam tomada em 930, dizem que Almuti pagou a eles 30 mil dinares de ouro como resgate da Pedra.
Outra fonte de perigo era o avanço do Império Bizantino contra os hamadânidas na Alta Mesopotâmia e no norte da Síria. Na década de 960, os bizantinos romperam a fronteira centenária nos montes Tauro e tomaram a Cilícia e Antioquia, reduzindo o emirado hamadânida de Alepo a um vassalo tributário no processo. Em 972, os ataques bizantinos atingiram Nísibis, Amida e Edessa. Refugiados muçulmanos dessas cidades inundaram Baguedade e clamaram por proteção. Relutante e incapaz de ajudar, Ize Adaulá os encaminhou para Almuti, uma vez que a jiade ainda era formalmente responsabilidade do califa. Desprovido de quaisquer recursos militares ou financeiros, Almuti era impotente para ajudá-los e seu prestígio foi prejudicado; os distúrbios engolfaram o bairro xiita de Carque, que pegou fogo. Ize Adaulá aproveitou a oportunidade para pressionar Almuti a vender seus objetos de valor e fornecer 400 mil dirrãs, aparentemente para serem usados para empregar soldados contra o bizantinos. Almuti protestou numa carta muito citada, mas não teve outra opção a não ser obedecer; o dinheiro foi logo esbanjado pelo perdulário governante buída. Este ato provou ser um erro político caro para Ize Adaulá, alienando ainda mais as simpatias sunitas em Baguedade, onde seu controle se tornou ainda mais tênue.

#### Abdicação e morte
Ao longo dos anos, Ize Adaulá alienou cada vez mais suas tropas turcas, sob seu comandante Sabuqueteguim Almuizi, culminando numa tentativa fracassada de assassinato. Os turcos também ganharam apoio da população sunita em Baguedade depois de reprimir os tumultos em 972. Como resultado, em 1 de agosto de 974, Sabuqueteguim tomou o controle da cidade de Ize Adaulá. Quando o golpe aconteceu, Almuti deixou Baguedade junto com os membros do clã buída, mas Sabuqueteguim o forçou a voltar e o confinou em seu palácio. De idade avançada, e com o lado direito paralisado após um derrame em 970, Almuti foi induzido a abdicar com a saúde como pretexto, e foi substituído por seu filho Abdalcarim, como Altai (r. 974–991), em 5 de agosto. Esta foi a primeira sucessão de pai para filho do califado desde Almoctafi em 902. O próprio Sabuqueteguim foi nomeado emir de emires pelo novo califa, e deixou Baguedade para fazer campanha contra os buídas, acompanhado por Almuti e Altai. Almuti morreu no caminho, em Dair Alacul, em 12 de outubro 974. Foi enterrado no mausoléu de sua avó paterna, Xagabe, no bairro de Baguedade de Arruçafa, onde seu irmão Arradi também foi enterrado.